# 王乐道 (1923年)
王乐道（1923年—1981年8月），男，河南济源人，中华人民共和国政治人物。

## 生平
王乐道于1941年参加中共地下抗日活动，翌年10月加入中国共产党。抗日战争结束后参与了第二次国共内战并多次为中国共产党立功，1948年10月任中共山西省垣曲县委宣传部长。1949年，随中国人民解放军长江支队南下福建，在寿宁县任县委常委等职。1952年起，任柘荣县人民政府县长、县委副书记（后改称人民委员会县长、县委第二书记），1956年柘荣撤县后调入福安专区海防部任副部长、部长，1961年柘荣复县，回柘荣担任中共柘荣县委第一书记。1962年7月调任中共松溪县委书记，文革时期受到冲击，但由于其任书记时政绩较好，得到当地人的暗中保护。
1972年1月调任建阳县委副书记，是年11月升任县委书记兼革命委员会主任，1975年春及1977年11月，先后任浦城、闽侯县委书记兼革命委员会主任。1981年8月，王乐道在闽侯县委书记任内积劳成疾逝世，享年59岁。